# Château de Mirebel
Le château de Mirebel était un château fort, situé sur la commune de Mirebel, dans le département du Jura.

## Situation
Sur un éperon, à 590 m d'altitude, long de 400 m et large de 20 m, orienté nord-sud.

## Histoire
La première mention du château de Mirebel date de 1172. Jusqu'au XVe siècle, le château, les terres et les droits s'y rattachant, sont la propriété de la maison de Vienne. En 1280, Jean Ier, fils d'Hugues de Vienne, en fait son lieu de séjour habituel, comme son petit-fils, Henri de Vienne de 1364 à sa mort. En 1422, à la mort de Jean de Vienne, le fief de Mirebel passe à la famille de Chalon-Arlay. Le château est en partie ruiné par les armées de Louis XI, en 1479. Il sert alors de tour de guet, jusqu'à sa destruction définitive par les troupes d'Henri IV en 1595 qui abattent la tour qui restait debout.
Il est acquis par le commune de Mirebel en 2002. L'association "Patrimoine Historique de Mirebel" travaille à consolider et promouvoir ce lieu historique.
Il est inscrit en 2007, au titre des Monuments historiques.

## Description
L'éperon sur lequel est construit le château comprend trois zones séparées par des fossés; la zone du château proprement-dit, une zone vide de vestiges (non encore fouillées) et au nord une zone avec des vestiges qui pourrait être celle d'une « redoute avec tour ».
- La zone du château proprement-dit : Une enceinte, de 1,20 m. d'épaisseur, épousant le contour du premier plateau renferme un ensemble de vestiges. L'accès se faisait au nord, du côté où le fossé est le plus important, par une porterie que commandait un donjon carré de 10 m. de côté et qui devait comporter trois niveaux. Une fenêtre éclaire le second niveau et on y voit encore à ce même étage des latrines sur encorbellement et une archère. Celui-ci pourrait être daté du XIIIe siècle. Au donjon, à une époque plus tardive, XVe siècle, a été accolé un logis, comportant de larges ouvertures, auquel on a associé en retour un autre mur, plus large, qui barre le promontoire sur toute sa largeur. Au sud, divers creux et bosses, suggèrent l'emplacement d'ancien bâtiments.
- La zone nord : On y voit les restes d'une citerne, caractéristique avec son enduit d'étanchéité rose, et un bâtiment quadrangulaire de 7 m. X 11 m., avec des murs épais de 2,10 m., d'un étage sur plancher.

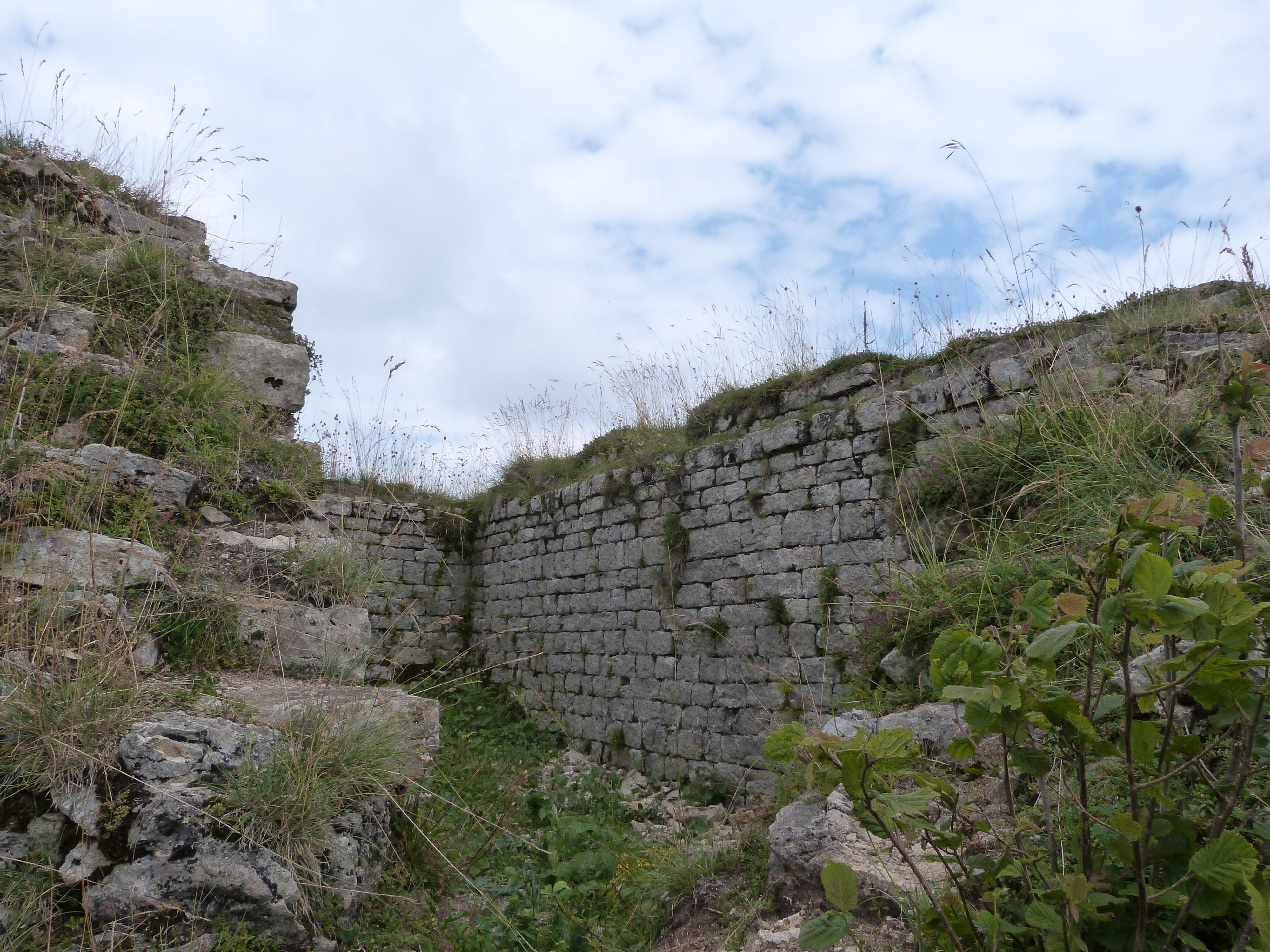
Château de Mirebel : ruines de l'ouvrage nord.
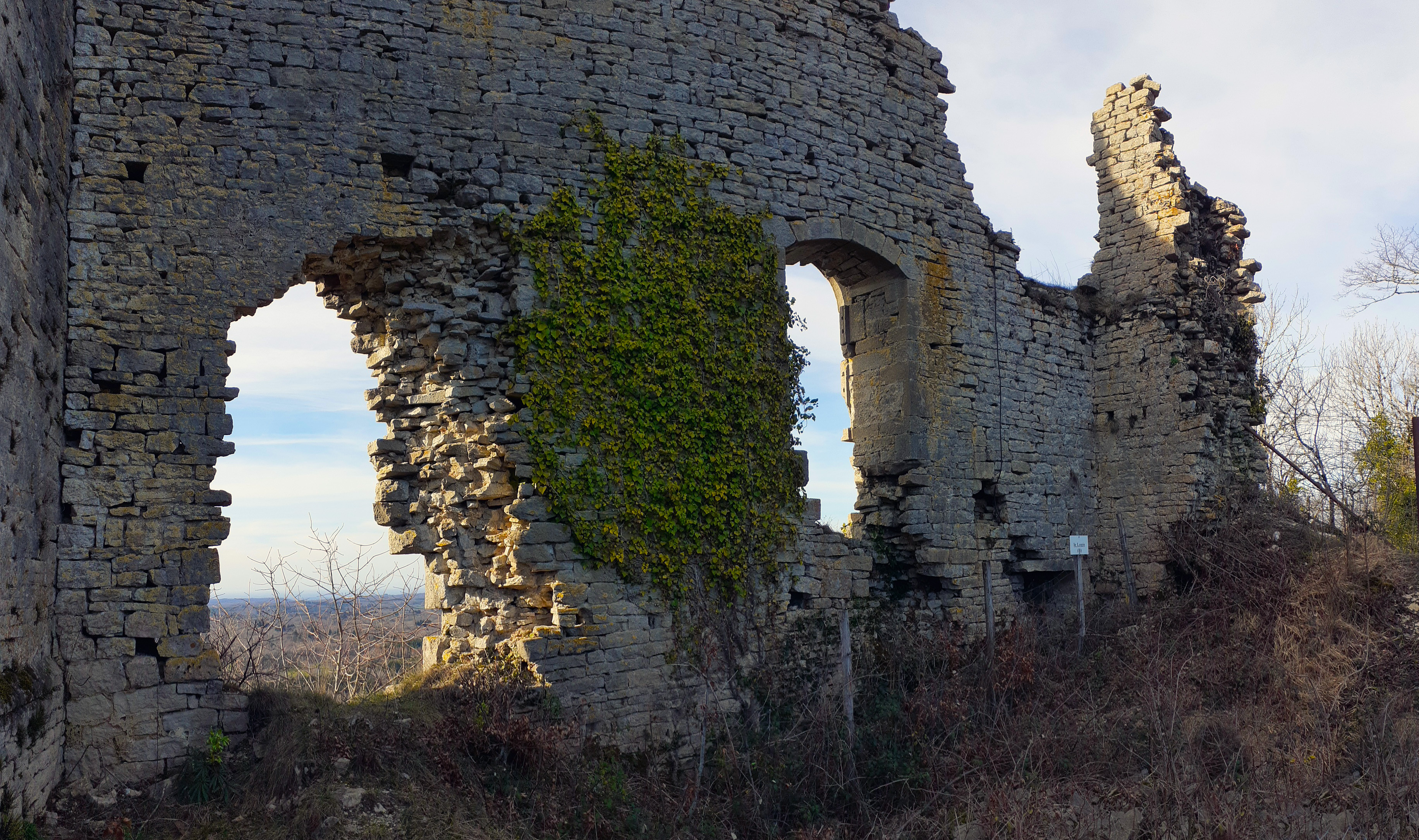
Ruines du logis du château.